# WOR (AM)
WOR ist eine der ältesten und einflussreichste Radiostationen in New York City und sendet ein breit ausgerichtetes konservatives Talkformat. Seit Jahrzehnten steht WOR (710 AM) in Konkurrenz zu New Yorks anderer großer Mittelwellen Talkradio-Station WABC (770 AM). Als Clear Channel Station sendet WOR mit 50 kW weitgehend exklusiv auf 710 kHz und ist Abends an der gesamten US-Ostküste zu hören.
Seit der Übernahme des Senders durch iHeartMedia sendet WOR-AM eine Mischung aus lokalen und mehrheitlich von Premiere Networks übernommenen Radioshows. Übertragen werden die Rush Limbaugh Show, The Sean Hannity Show und in der Nachtschiene die populäre Verschwörungstheorien-Sendung Coast to Coast AM. Seit 2016 ist WOR auch Affiliate von NBC News Radio.

## Programm
Der Sender hat für New York City exklusiv die führenden rechtskonservativen Talk-Hosts Rush Limbaugh und Shean Hannity sowie die Coast to Coast AM im Programm. Sie wechselten 2014 von WABC, der dem Konkurrenten Cumulus Media gehört zu WOR. Auch mit Elliot Segal, Mark Simone, Andy Dean und Dave Ramsey versucht der Sender Hörer zu halten. Die psychologische Anrufersendung von Joy Brown Browne lief über 20 Jahre bei WOR und wurde in andere US-Städte syndicated. Als iHeartMedia die Station kaufte, wurde die Sendung abgesetzt und Brown wechselte zum Genesis Communication Network. Programmteile werden von einer Reihe Anbietern übernommen; allen voran von Premiere Radio Networks, dem Syndicat-Dienst des WOR-Besitzers. Die Nachrichtenanteile kommen von AP Radio, NBC News Radio, NBC 4 New York und dem vormals eigenen WOR Mets Radio Network. WOA hät die Übertragungsrechte für die Spiele der Basketball und Football Teams der Rutgers University.
Bei WOR wird die Show von Todd Schnitt produziert. Er wurde 2016 zu den 20 bedeutendsten Radiohsts in den USA gezählt. Stations-Manager ist heute Joe Puglise.

## Geschichte
WOR ging 1922 als einer der ersten Stationen der Stadt mit einem 0,5-kW-Sender auf Sendung. Die WOR-Morgenshow "Rambling with Gambling" wurde vom 8. März 1925 bis zum 11. September 2000 ununterbrochen und nochmals von 2008 bis 2013 ausgestrahlt.
Im Laufe der Jahre wurde die Sendeleistung auf 50 kW erhöht. Dadurch war der Sender an der gesamten nordamerikanischen Ostküste zu empfangen. Jean Parker Shepherd war einer seiner bekanntesten Moderatoren.
Lange Zeit war WOR Flaggschiff Station des WOR Radio Network. Das Network verbreitete (syndicated) Eigenproduktionen aus seinen Studios am 111 Broadway in New York US-weit an seine Affiliates. Nachdem WOR von Clear Channel Communications (heute iHeart Media) gekauft worden war, gingen alle WOR-Sendungen in dem iHeart eigene Syndicat-dienst Premiere Networks auf.
iHeartMedia (damals Clear Channel Communication) kaufte im Dezember 2012 WOR-AM und besitzt damit beide führenden Talkradio-Stationen in NYC. Die Reihe der populärsten Talksendungen, die bei WABC entwickelt wurden und seit Jahrzehnten dort liefen wurden zu WOR übergesiedelt.

## Verbreitungswege
Der Mittelwellensender von WOA steht in Lyndhurst, New Jersey. Seit der erstmaligen Lizenzierung wird auf MW 710 kHz gesendet. Das Signal wird analog und als HD-Radio Signal ausgestrahlt. Das Programm wird auch ins Netz gestreamt.